# Simón de Anda y Salazar
Simón de Anda y Salazar (Subijana de Álava, España, 28 de octubre de 1709-Cavite, Capitanía General de Filipinas, 30 de octubre de 1776) era un doctor en Jurisprudencia por la Universidad de Alcalá y magistrado que ocupando el cargo de oidor de la Real Audiencia de Manila, durante la ocupación británica de Manila —en el contexto de la guerra de los Siete Años— y tras ser apresado el gobernador titular, Manuel Antonio Rojo del Río, se autonombró de manera interina en la ciudad de Bacolor de Pampanga en el Luzón Central como gobernador de la Capitanía General de Filipinas desde 1762 hasta 1764, dirigiendo desde allí la resistencia al invasor y a quienes mantuvo confinados en las plazas de Manila y Cavite, y posteriormente fue nombrado como gobernador titular desde 1770 hasta 1776, año en que falleció ocupando el cargo.

## Biografía
Natural de Subijana, aldea de la provincia de Álava, cerca de la ciudad de Vitoria. Aprendió letras en la villa de Morillo, gramática latina en la de Salinas de Añana, y filosofía en el convento de los dominicos de Vitoria.

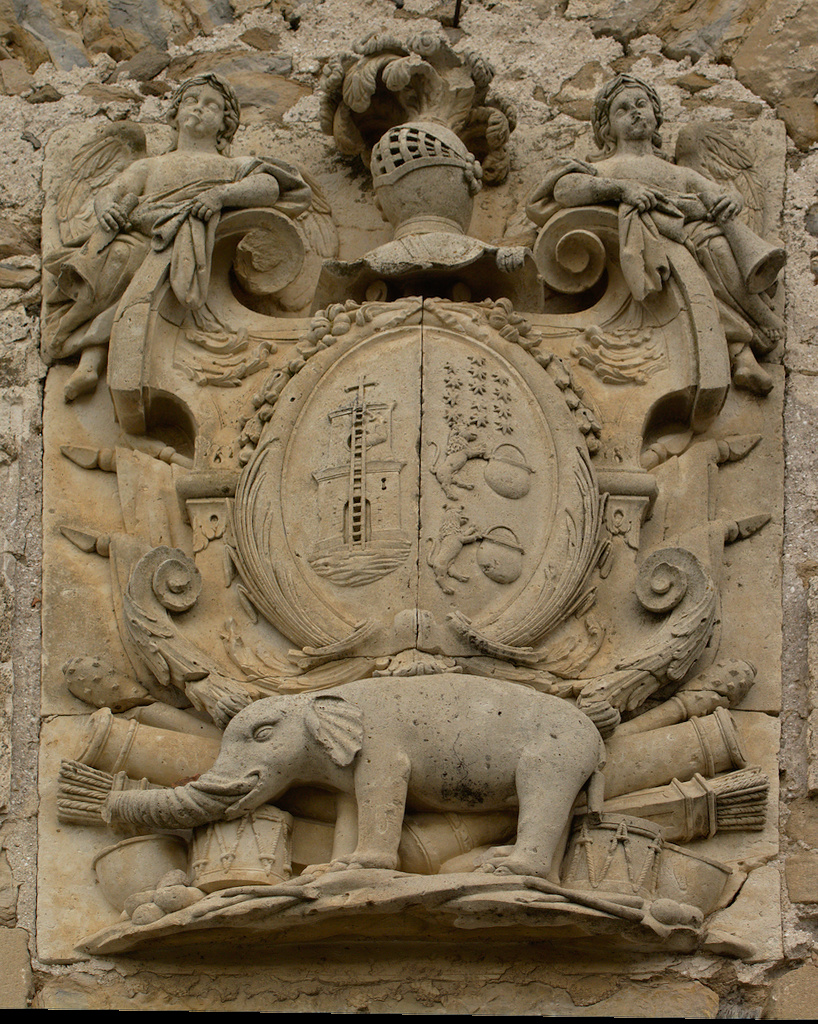
Escudo en la Casa de Simón de Anda y Salazar en Subijana de Álava.

El 17 de diciembre de 1728 se ordenó de primera tonsura vistiendo el hábito de Santo Domingo pero lo abandona. Pasó después a la Universidad de Alcalá, y en ella estudió jurisprudencia y obtuvo los grados de maestro en artes, bachiller, licenciado y doctor en jurisprudencia. Desde Alcalá de Henares se trasladó a la villa de  Madrid, donde ejerció la abogacía.

## Filipinas
Durante su estancia se interesó en recoger materiales relacionados con la historia natural de aquellas islas. El 2 de septiembre de 1755, fue nombrado magistrado de la Real Audiencia, Corte y Chancillería de Manila, de cuyo destino tomó posesión el 21 de julio de 1761.

"...En 1762, un año y dos meses después de que don Simón había tomado posesión de su destino de magistrado, por la vía de la India hubo noticia en Manila de hallarse en guerra España con los ingleses, efecto del pacto de familia a que dio lugar la alianza inglesa con Prusia. Ni este aviso, ni otros que a poco se dieron de estar próxima una escuadra inglesa de trece navíos, con siete mil soldados europeos aguerridos, movieron al arzobispo americano don Manuel Rojo, gobernador entonces de Filipinas, a tomar las medidas que reclamaba la situación, puesto que no contaba Rojo más que con quinientos soldados del país, mal armados, pero instruidos, y en lo general mandados por oficiales no españoles, y con sesenta artilleros..."
Govantes.

El 28 de septiembre se presentó en la bahía de Manila la escuadra británica, el 4 de octubre entraron en Manila:  la ciudad y los templos fueron saqueados y profanados, puestos en libertad los criminales presos, y rotos los sellos reales.

### Ocupación Británica
Oidor de la Real Audiencia de Manila, el 1 de octubre de 1762, durante la ocupación británica de Manila, fue nombrado Teniente Gobernador de la ciudad por el Gobernador General de Filipinas y de la propia Audiencia. Partió de Manila el 4 de octubre de 1762, con los documentos provistos por la Junta de Autoridades que le nombran gobernador interino en tanto el Gobernador General sea apresado.
El gobernador y capitán general arzobispo de Manila Manuel Antonio Rojo del Río, fue capturado por los británicos, y con la real audiencia, les cedió las islas. Dos días antes de la toma y saqueo de Manila por los ingleses, Anda se da a conocer en Bulacán como gobernador y organiza la defensa de las islas con el auxilio de los religiosos, estableciéndose en Bacolor, Pampanga, pero dirigiendo desde allí la resistencia al invasor, los mantuvo confinados en las plazas de Manila y Cavite.

"...Actitud distinta a la del gobernador fue la que mantuvo don Simón Anda, oídor de la Audiencia, que hostigó la presencia inglesa en la isla..."
Carmen Martínez.

### Resistencia

Escudo del rey de España.

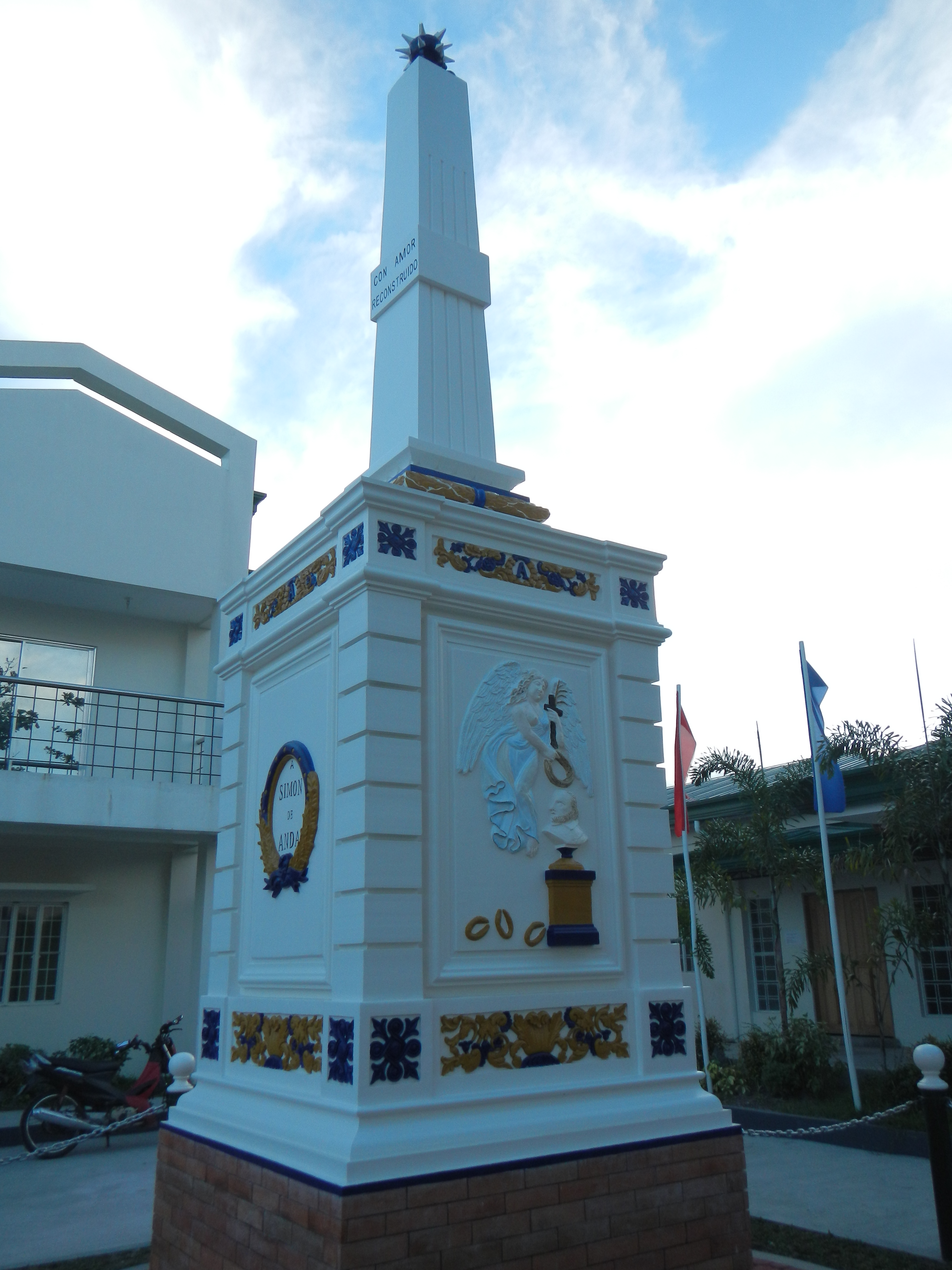
Monumento a Simón de Anda en Bacolor.

Anda organizó la resistencia contra los invasores asumiendo el poder militar en nombre de la Real Audiencia cuanto tuvo noticia de la entrada de los ingleses en Manila. Se presentó como el Gobernador General de las Filipinas ante las autoridades locales que eran el alcalde Pasarín, al artillero Ibarra y dos religiosos.

"...Difícil y temeraria empresa tomaba sobre sí el magistrado don Simón: no era un hombre de armas que sustituía a otro al mando de un ejército disciplinado, entusiasta y aguerrido, puesto que ni con un solo soldado contaba; no existían depósitos de armas y municiones, ni pueblo agolpado que las pidiese; nulos eran los recursos para gastos y creación de fuerzas; sustituían a la vida regalada en que había estado en Madrid y en Manila , la agitación y peligros y de afeminados, perezosos y tímidos provincianos, trémulos al ruido de las armas de fuego: tenía por último que formar an pocos días ejércitos que venciese a los orgullosos soldados de la Gran Bretaña..."
Govantes.

Consigue levantar un ejército de más de 10.000 combatientes, la mayoría de ellos nativos voluntarios, y, sin contar con armas modernas, logra sitiar a las fuerzas británicas que ocupaban la ciudad de Manila. La fuerza británica en Manila resultó incapaz de ocupar territorio alguno fuera de la capital, siendo derrotados en todos los intentos de salida de Manila. Graves desacuerdos entre Dawsonne Drake y los comandantes militares que sustituye Draper y Cornualles impidieron tanto negociaciones fructíferas con Anda como una acción militar efectiva. Además, los británicos se negaron a considerar a Anda y Salazar como legítimo Gobernador General de Filipinas hasta la muerte del arzobispo Rojo, el 30 de enero de 1764, con lo que no hubo siquiera intentos serios de negociación.

### Sublevaciones

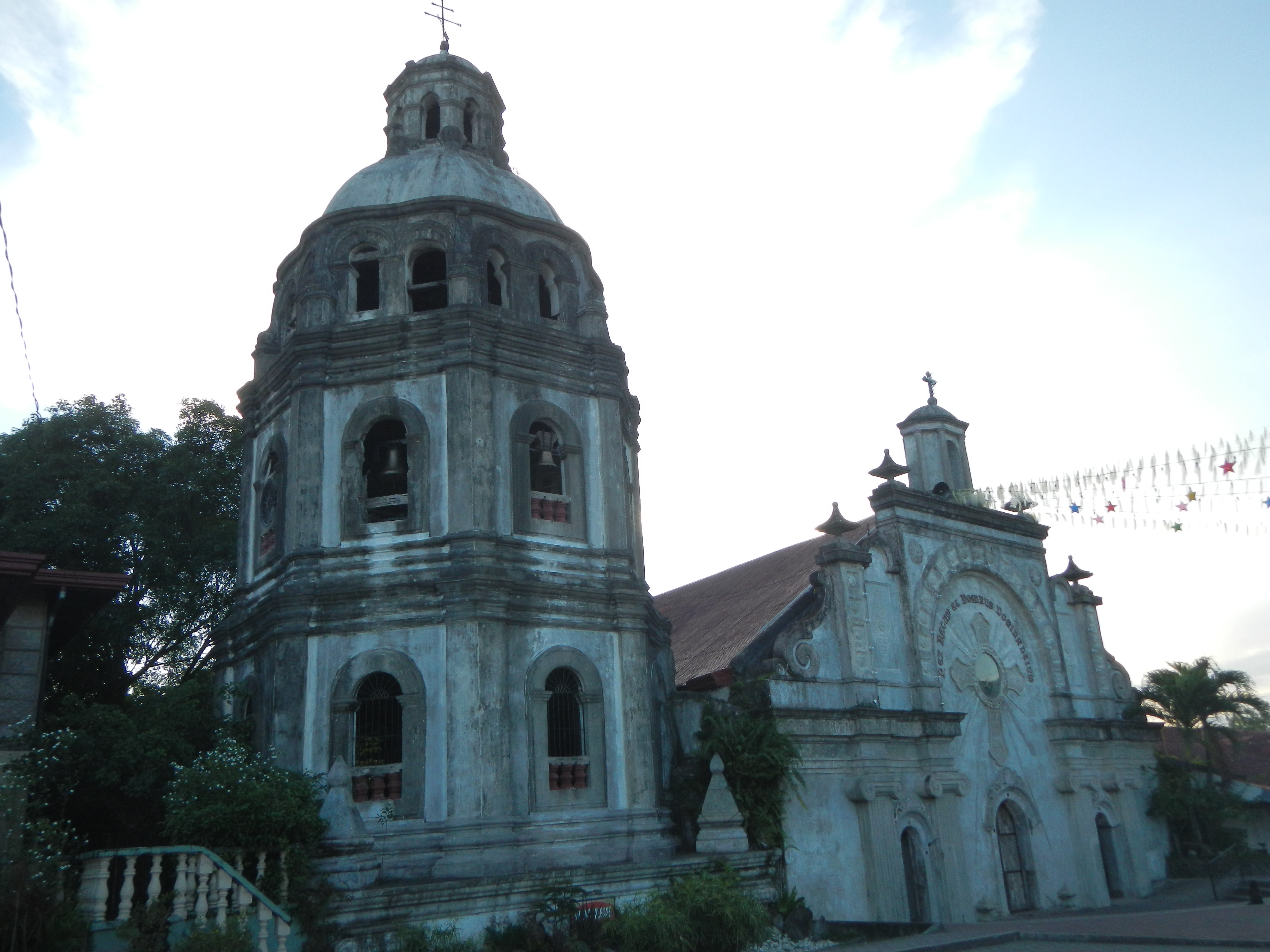
Parroquia de San Guillermo en Bacolor.

Mientras las provincias de Bulacán y Pampanga permanecen fieles, se producen sublevaciones en Pangasinán, Ilocos y Cagayán. El motivo no era otro que liberarse tanto de tributos como de prestaciones personales.
En Binalongán, hoy ciudad de San Carlos,  los rebeldes llegaron a disponer de unos 10.000 hombres, extendiendo el alzamiento a todo Pangasinán que no pudo ser dominado hasta 1764.
La noche de Navidad de 1762 los chinos, declarados traidores por su alianza con los ingleses, trataron de asesinar a Anda y a todos los españoles. La conspiración, conocida como Alzamiento de Guagua, fue descubierta a tiempo y abortada no sin lucha.
En 1764 Diego Silang y su esposa Gabriela Silang capitanean a los ilocanos en su levantamiento contra su alcalde mayor (Alcaldía Mayor de Ilocos). Silán se apropia del título de cabo mayor prestando juramento de fidelidad al rey Jorge III del Reino Unido siendo recompensado con los cargos de sargento mayor y alcalde mayor. Silán fue asesinado cuando los leales ilocanos del norte entran en la Ciudad Fernandina de Vigan al mando de Manuel Ignacio de Arza quien restablece la autoridad sin encontrar apenas resistencia.
Simón de Anda nombró a Arza capitán general de las provincias de Cagayán, Ilocos y Pangansinán, disposición tan acertada y a tiempo ya que Arza, no sólo aquietó a los cagayanes, sino que en breves días formó con gente de la provincia una columna y con ella corrió el radio de su mando, animando a los buenos, castigando a los malos y ahorcando a centenares de perversos.
Transcurridos ya cuatro meses desde la llegada de los invasores, Anda había conseguido pacificar las islas contando con ejército formado por quinientos españoles, miles de indios provistos de todo y mandados por valientes jefes, mientras que los ingleses en Manila carecían de alimentos. 
Los invasores buscan abastecemientos en China a la vez que para quebrar la sublevación, el día 23 de enero de 1763, ponen precio a la cabeza de Anda.

"...Sin mas blanco a que mirar Anda que a Manila, dispuso que su teniente general, el minero Bustos, se estacionase en Malinta, casa-hacienda de los padres agustinos, legua y media al norte de Manila. Ejecutólo Bustos con su gente, la mayor parte cagayanes, e infatigable en no dejar descansar a los ingleses, con frecuencia se presentaba delante de las murallas de Manila ... otro día descolgó las campanas de Quiapo, y las remitió a la Pampanga, para con ellas hacer cañones, y en varias ocasiones tocó burlescamente con su robusto brazo las artilladas puertas para que le abriesen..."
Govantes, página 12

El 27 de junio de 1763 ingleses y chinos tratan de sorprender a Bustos, siendo derrotados. Anda traslada su campo a los pueblos de Maycanayan y Polo, iniciando los preparativos del asalto a Manila, cuando el 23 de julio llega una fragata inglesa con pliegos de treguas.

### Triunfal entrada en Manila, que evacuan los ingleses
El 16 de agosto llegan noticias de la paz acorrdada en París.
Los ingleses, que no reconocían a Anda, se dirigen a su persona como  gefe de las tropas de S.M. Católica. Anda devuelve el pliego sin abrir, manifestando como no lo haría mientras no se lo considerase como lo que era.
La situación de los ingleses va agravándose con el paso del tiempo, impacientes, dieron libertad a los presos de Manila, culpando a Anda de no querer firmar una capitulación que les permitiera abandonar la ciudad donde tantos trabajos y zozobras habían experimentado.

"...Anda contestó victorioso como siempre, demostrando que los culpables eran los ingleses, por no tratarlo como gobernador, puesto que lo era, primero, por libre elección de quien tenía facultades de hacerlo; segundo, por la ley escrita del venerado código de Indias, y tercero por el resultado de las armas..."
Govantes.

Los ingleses desesperadamente buscan alimentos, Anda enterado de su plan de salir a comprarlos en el pueblo de Orión en la  provincia de Bataán, envía a Bustos quien les hace reembarcar, llegando incluso a apoderarse de las embarcaciones menores llenas de comestibles atracadas en la misma muralla de Manila.
Siendo la situación favorable para Anda, el 30 de enero de 1764 fallece el arzobispo entablándose un pleito sucesorio planteado por quienes no habían hecho nada en favor de la causa española durante la guerra: hubo, pues, juntas, y dividiéronse las opiniones, prevaleciendo la más juiciosa sostenida por el superior de los Jesuitas...
Cuando esto se trataba, por la vía de China reribió Anda del gobierno español los despachos y comunicaciones de la paces, y para tratar de ello cita a los ingleses en el pueblo de Tambobo (Siaton). Tras nueve días de conferencias, nada se acordó.
En la fragata española Rosa llegó el nuevo gobernador Francisco Javier de la Torre a quien Anda entregó el mando de las islas en la Pampanga el día 17 de marzo de 1764.
Torre se establece en el arrabal de Santa Cruz para concertar la entrada en Manila. Cuando se preparaba para entrar enfermó de cólico, y no queriendo diferir el acto, rogó a Anda que lo efectuase,quien ejecutó su encargo en medio de grandes aclamaciones, repiques de campanas, salvas de cañones, y coronas de flores, deurante toda la carrera que finalizó en la Fuerza de Santiago.

"...El solo, durante la guerra, había despachado todos los negocios criminales y civiles de Filipinas, pertenecientes a todos los ramos y jurisdicciones de Guerra, Marina, Justicia y Hacienda, sin que hubiese el mas mínimo retraso: nunca le sorprendieron las continuadas y estudiadas intrigas de sus astutos enemigos, y de indios asustadizos, como dijimos, formó ejércitos disciplinados y bien asistidos con los que siempre venció. La pólvora y cañones que en la Pampanga se hicieron bajo la inmediata dirección, como todo, de los padres religioos, eran mejores que los de los ingleses, y preparado estaba ya miniciosamente cuanto era necesario para tomar Manila, que esperaba efectuar pronto; y aunque tenía en su poder tres millones de pesos, no gastó en la guerra, a pesar de haberlo creado todo, más que seiscientos dies mil doscientos reales: según cuenta que minuciosamente quiso dar..."
Govantes, página 13

## Miembro del Consejo de Castilla
En 1764 tras la retirada de los ingleses de Manila y Cavite, Simón de Anda vuelve a la península, para formar parte del Real y Supremo Consejo de Castilla, tomando posesión el 6 de noviembre de 1767.

"...En atención a la acertada conducción con que Don Simón de Anda y Salazar ha desempeñado la Comandancia General de las islas Filipinas, y representación de la Audiencia que se unieron a él desde la rendición de Manila, debiendo a sus providencias la conservación en mi Real Dominio del restante de aquellas islas, he venido a concederle la Plaza de Consejero vacante, por muerte de D. Isidro GiI Jaz..."
 Palacio Real de Aranjuez, 3 de mayo de 1765.

Fue nombrado Anda caballero de la Real Orden de Carlos III que entonces se acababa de crear.

## Segundo mandato
En  1770, siendo nuevamente gobernador de Filipinas, consciente de la debilidad de las fortificaciones de Manila, manda redactar un proyecto de mejora al director general del cuerpo de Ingenieros,  Juan Martín Cermeño,  para protegerla contra los piratas. En la Biblioteca Nacional de Madrid hay un documento de hacia 1766, con la inscripción: Plano de la ciudad y plaza de Manila, capital de la isla de Luzón, con el proyecto para la mejor defensa que propuso a S.M. el Teniente General don Juan Martin Zermeño. 
Además de reparar las murallas en pocos meses obtiene autorización para construir varios barcos de guerra, en la idea de habérselas muy pronto con sus antiguos enemigos los ingleses. En ocho escasos meses y en los astilleros de las provincias de Pangasinan, Cavite y Zambales, construye los siguientes buques:
- Fragata San Carlos, con 18 cañones de a 6.
- Fragata San José, con 32 cañones de a 4, 6 y 8.
- Pailebot Nuestra Señora del Rosario, con 12 cañones de a 2 y 10 falconetes.
- Pailebot San José, con 10 cañones de a 2 y 16 falconetes.
- Pailebot Nuestra Señora de Guadalupe, con 12 cañones de a 4, 2 y 10 falconetes.
- Pailebot San Telmo, con 12 cañones de a 4,  2 y 10 falconetes.
- Bergantín San Carlos, con 8 cañones de a 4, 3, 2 y 8 falconetes.
- Goleta Soledad, con 8 cañones de a 4 y 30 falconetes.
- Goleta Santa Rosa, con 6 cañones de a 6, 4 y 24 falconetes.
- Goleta Santa Teresa, con 6 cañones de a 6, 3 y 20 falconetes.
- Goleta Santo Niño, con 10 cañones de a 6, 4, 13 y 14 falconetes.
- Goleta San José, con 4 cañones de a 6, 3 y 32 falconetes.
- Pontín Santo Niño, con 12 falconetes.
- Lorcha Soledad, con 12 cañones de a 4 y 10 falconetes.
- Lorcha Señora, con 12 cañones de a 4 y 10 falconetes.
- Dos falúas, tres botes y otras embarcaciones llamadas vintas.

### Concilio provincial de Manila
En 1771 se celebra el Concilio provincial de Manila.
En 1773 envía la fragata Deseada a Batavia con la intención de reanudar las relaciones comerciales.
En 1774 castiga el indigno proceder del italiano Giovanni Cencelly, a quien había confiado el mando de una escuadra.
En 1775 irritados los moros por las vejaciones sufridas por parte de sus aliados ingleses, asesinan a la guarnición que estos habían puesto en la isla de Bagambangan en las Islas de la Paragua.

### Jurista
Como jurista, plantea la renovación de las leyes.
La reforma a los curatos levantó muchas protestas obligando a desterrar a algunos frailes. Para hacer cumplir su mandato acompaña al arzobispo en su visita, falleciendo durante este viaje, en el convento de los padres recoletos. Sus restos mortales se conservan en la catedral de Manila, detrás del altar mayor.

### Expulsión de los jesuitas
Entre los grandes asuntos que marcan el reinado de Carlos III de España sobresalen la expulsión de los Jesuitas en 1767 y el sostenimiento de las regalías.

## Legado
Después de su fallecimiento, Juan Francisco de Anda, envió en 1777 al Real Gabinete de Historia Natural objetos pertenecientes a la fauna marina, caracoles, conchas y otras especies, relacionadas todas ellas con la malacología.
En 1769 introduce en la península las conocidas como bellotas de "Bongas", utilizadas por los chinos en tintorería, con las cuales se hicieron experiencias en las Reales Fábricas de Tejidos de Guadalajara, Valencia y Talavera.
Sustituye con éxito a la Caesalpinia coriaria y también a la agalla de Alepo.